# يو إف سي ليلة القتال: أوفيريم ضد أرلوفسكي
يو إف سي ليلة القتال: أوفيريم ضد أرلوفسكي (بالإنجليزية: UFC Fight Night: Overeem vs. Arlovski)‏ هو حدث لفنون القتال المختلطة نظمته يو إف سي، أُقيم في 8 مايو 2016، على روتردام أهوي في روتردام، هولندا.